# Rein Taaramäe
Rein Taaramäe, estonski kolesar, 24. april 1987, Tartu, Estonija.
Taaramäe je profesionalni kolesar, ki je od leta 2021 član UCI WorldTeam ekipe Intermarché–Wanty, pred tem je bil član ekip Cofidis, Astana, Team Katusha in Direct Énergie. Nastopil je na poletnih olimpijskih igrah v letih 2008 in 2016, najboljšo uvrstitev je dosegel leta 2008 s šestnajstim mestom v kronometru. Na Dirki po Franciji je leta 2011 dosegel svojo najboljšo skupno uvrstitev na dirkah Grand Tour z enajstim mestom, v konkurenci mladih kolesarjev pa je bil drugi. Na Dirki po Italiji je dosegel svojo edino etapno zmago leta 2016, na Dirki po Španiji pa je dosegel dve v letih 2011 in 2021. Leta 2009 je dosegel tretje mesto na Dirki po Romandiji, leto za tem pa na Dirki po Kataloniji. Leta 2015 je zmagal na Dirki po Burgosu in Arktični dirki po Norveški, leta 2016 pa na Dirki po Sloveniji. Dvakrat je postal estonski državni prvak na cestni dirki, petkrat pa v kronometru.